# Jang Sung-ho
Jang Sung-ho (12 de janeiro de 1978) é um judoca sul-coreano.
Foi vice-campeão olímpico nos Jogos Olímpicos de 2004 em Atenas
Campeão dos Jogos Asiáticos em 2006, e bicampeão asiático de judô, em 1999 e 2005, além de outras 4 medalhas de prata e uma de bronze.